# Sverige i Europamästerskapet i fotboll för herrar 2016

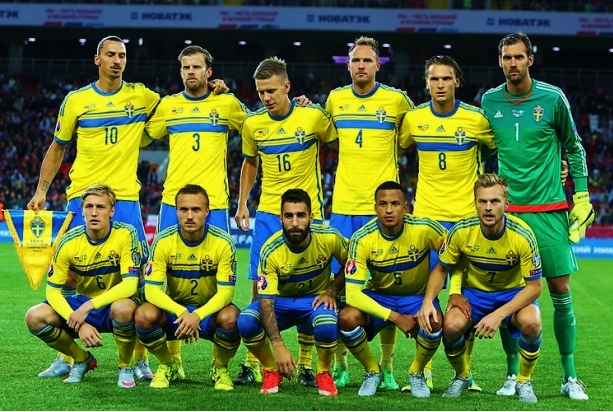

Sveriges fotbollslandslag i Europamästerskapet i fotboll 2016 presenterades av Erik Hamrén vid en presskonferens i Stockholm den 11 maj 2016. De 23 spelarna spelar i 21 olika klubbar. Spelarnumren är preliminära, anmälan av truppen till Uefa ska ske senast den 31 maj.

## Spelartruppen
| Namn                        | Position    | Klubblag            | Noteringar |
| 1. Andreas Isaksson         | Målvakt     | Kasımpaşa           |            |
| 2. Mikael Lustig            | Försvarare  | Celtic              |            |
| 3. Erik Johansson           | Försvarare  | FC Köpenhamn        |            |
| 4. Andreas Granqvist        | Försvarare  | Krasnodar           |            |
| 5. Martin Olsson            | Försvarare  | Norwich City        |            |
| 6. Emil Forsberg            | Mittfältare | RB Leipzig          |            |
| 7. Sebastian Larsson        | Mittfältare | Sunderland          |            |
| 8. Albin Ekdal              | Mittfältare | Hamburg             |            |
| 9. Kim Källström            | Mittfältare | Grasshoppers        |            |
| 10. Zlatan Ibrahimović      | Anfallare   | Paris Saint-Germain |            |
| 11. Marcus Berg             | Anfallare   | Panathinaikos       |            |
| 12. Robin Olsen             | Målvakt     | FC Köpenhamn        |            |
| 13. Oscar Hiljemark         | Mittfältare | Palermo             |            |
| 14. Victor Nilsson Lindelöf | Försvarare  | Benfica             |            |
| 15. Pontus Jansson          | Försvarare  | Torino              |            |
| 16. Pontus Wernbloom        | Mittfältare | CSKA Moskva         |            |
| 17. Ludwig Augustinsson     | Försvarare  | FC Köpenhamn        |            |
| 18. Oscar Lewicki           | Mittfältare | Malmö FF            |            |
| 19. Emir Kujović            | Anfallare   | IFK Norrköping      |            |
| 20. John Guidetti           | Anfallare   | Celta Vigo          |            |
| 21. Jimmy Durmaz            | Mittfältare | Olympiakos          |            |
| 22. Erkan Zengin            | Mittfältare | Trabzonspor         |            |
| 23. Patrik Carlgren         | Målvakt     | AIK                 |            |